# Коссіньяно
Коссіньяно (італ. Cossignano) — муніципалітет в Італії, у регіоні Марке,  провінція Асколі-Пічено.
Коссіньяно розташоване на відстані близько 160 км на північний схід від Рима, 75 км на південь від Анкони, 18 км на північний схід від Асколі-Пічено.
Населення — 1002 особи (2014).
Щорічний фестиваль відбувається 23 квітня. Покровитель — San Giorgio/S.Maria Assunta.

## Демографія
Населення за роками:

Станом на 1 січня 2023 року в муніципалітеті офіційно проживало 50 іноземців з 12 країн, серед них 28 громадян країн Євросоюзу та 1 громадянин України.

## Сусідні муніципалітети
- Карассаї
- Кастіньяно
- Монтальто-делле-Марке
- Оффіда
- Рипатрансоне